# Несьвястув
Несьвястув (пол. Nieświastów) — село в Польщі, у гміні Казімеж-Біскупи Конінського повіту Великопольського воєводства.
Населення — 567 осіб (2011).
У 1975-1998 роках село належало до Конінського воєводства.

## Демографія
Демографічна структура станом на 31 березня 2011 року:
|          | Загалом | Допрацездатний вік | Працездатний вік | Постпрацездатний вік |
| -------- | ------- | ------------------ | ---------------- | -------------------- |
| Чоловіки | 270     | 57                 | 182              | 31                   |
| Жінки    | 297     | 61                 | 168              | 68                   |
| Разом    | 567     | 118                | 350              | 99                   |